# Pseudrileya brasiliensis
Pseudrileya brasiliensis är en stekelart som beskrevs av Karl-Johan Hedqvist 1980. Pseudrileya brasiliensis ingår i släktet Pseudrileya och familjen kragglanssteklar. Inga underarter finns listade i Catalogue of Life.